# Санта Марија ин Прато (Милано)
Санта Марија ин Прато је насеље у Италији у округу Милано, региону Ломбардија.
Према процени из 2011. у насељу је живело 484 становника. Насеље се налази на надморској висини од 81 м.